# Oswald (Selsey)
Oswald (auch Osweald oder Osa; † zwischen 772 und 780) war Bischof von Selsey. Er wurde zwischen 747 und 765 geweiht und trat sein Amt im gleichen Zeitraum an. Er starb zwischen 772 und 780.